# Кузёмкинское сельское поселение
Кузёмкинское се́льское поселе́ние — муниципальное образование в Кингисеппском районе Ленинградской области. Административный центр — деревня Большое Кузёмкино. 
Глава поселения — Сапожникова Нина Николаевна, глава администрации — Кулагин Виталий Павлович.

## География и природа
Находится в западной части района. Здесь располагаются крупные реки — Луга, Нарва, Россонь. Леса смешанные, хвойные. Есть месторождения песка, гравия и торфа.
По территории поселения проходят автодороги:
- 41К-109 (Лужицы — Первое Мая)
- 41К-586 (подъезд к дер. Калливере)
- 41К-616 (подъезд к дер. Волково)

Расстояние от административного центра поселения до районного центра — 52 км.

## История
В начале 1920-х годов в составе Наровской волости Кингисеппского уезда был образован Большекуземкинский сельсовет.
В августе 1927 года Большекуземкинский сельсовет вошёл в состав Кингисеппского района Ленинградской области.
В ноябре 1928 года к Большекуземкинскому сельсовету присоединены упразднённые Волковский и Новодеревенский сельсоветы.
16 июня 1954 года Большекуземкинский сельсовет переименован в Куземкинский сельсовет.
18 января 1994 года постановлением главы администрации Ленинградской области № 10 «Об изменениях административно-территориального устройства районов Ленинградской области» Куземкинский сельсовет, также как и все другие сельсоветы области, преобразован в Куземкинскую волость.
1 января 2006 года в соответствии с областным законом № 81-оз от 28 октября 2004 года «Об установлении границ и наделении соответствующим статусом муниципального образования Кингисеппский муниципальный район и муниципальных образований в его составе» образовано Кузёмкинское сельское поселение, в его состав вошла территория бывшей Куземкинской волости.

## Население
| 2006  | 2010  | 2011  | 2012  | 2013  | 2014  | 2015  |
| ----- | ----- | ----- | ----- | ----- | ----- | ----- |
| 1400  | ↘1327 | ↘1325 | ↘1319 | ↗1353 | ↗1380 | ↗1407 |
| 2016  | 2017  | 2018  | 2019  | 2020  | 2021  | 2023  |
| ↘1392 | ↘1371 | ↗1379 | ↘1375 | ↘1353 | ↘1147 | ↗1168 |
| 2024  | 2025  |       |       |       |       |       |
| ↘1154 | ↘1136 |       |       |       |       |       |

## Состав сельского поселения
Население проживает в 18 населённых пунктах:
| №  | Населённый пункт  | Тип населённого пункта          | Население   |
| -- | ----------------- | ------------------------------- | ----------- |
| 1  | Большое Кузёмкино | деревня, административный центр | ↘851 (2017) |
| 2  | Ванакюля          | деревня                         | ↘18 (2017)  |
| 3  | Венекюля          | деревня                         | ↘10 (2017)  |
| 4  | Волково           | деревня                         | ↘21 (2017)  |
| 5  | Горка             | деревня                         | ↘2 (2017)   |
| 6  | Дальняя Поляна    | деревня                         | ↗3 (2017)   |
| 7  | Извоз             | деревня                         | ↘11 (2017)  |
| 8  | Калливере         | деревня                         | ↘16 (2017)  |
| 9  | Кейкино           | деревня                         | ↘88 (2017)  |
| 10 | Коростель         | деревня                         | ↗8 (2017)   |
| 11 | Малое Кузёмкино   | деревня                         | ↘12 (2017)  |
| 12 | Новое Кузёмкино   | деревня                         | ↘13 (2017)  |
| 13 | Ропша             | деревня                         | ↘73 (2017)  |
| 14 | Саркюля           | деревня                         | ↘1 (2017)   |
| 15 | Струпово          | деревня                         | ↘13 (2017)  |
| 16 | Ударник           | деревня                         | ↘46 (2017)  |
| 17 | Фёдоровка         | деревня                         | ↘15 (2017)  |
| 18 | Ханике            | деревня                         | ↗8 (2017)   |